# Kambalapura, Tumkur
Kambalapura là một làng thuộc tehsil Tumkur, huyện Tumkur, bang Karnataka, Ấn Độ.